# Havannakaninchen

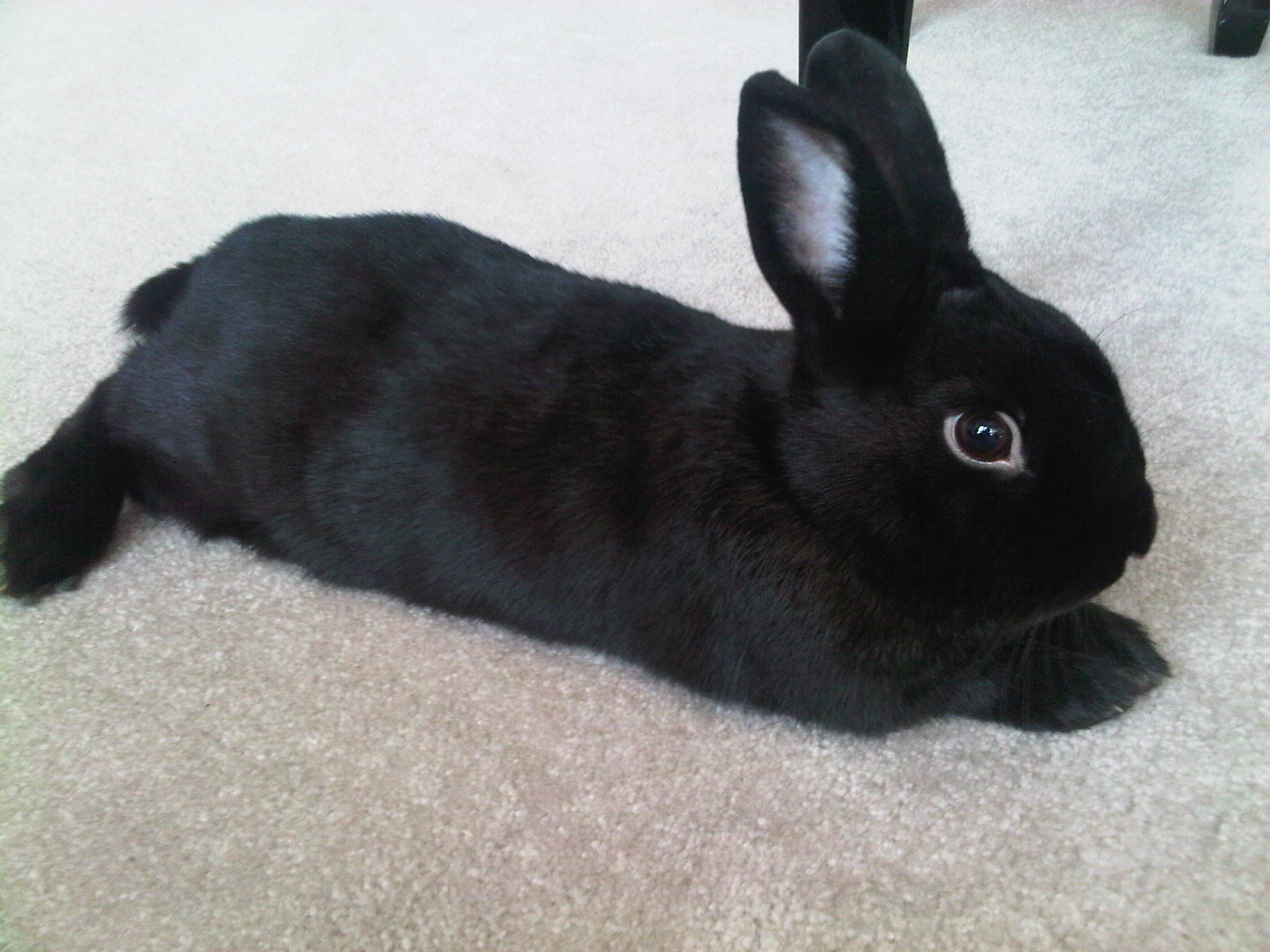
Ein Havannakaninchen

Das Havannakaninchen ist eine mittelgroße (3,25 bis 4 kg), einfarbig dunkel schokoladenbraune Kaninchenrasse mit charakteristischen rot durchleuchtenden Augen.
Die Erbformel der Havanna ist

ABcDg (Deutsche Symbolik) bzw. abCDE (Englische Symbolik)

## Geschichte der Rasse
Havannakaninchen gehen zurück auf die Ingenschen Feueraugen, die 1899 auf einer Ausstellung in Utrecht vom Bauern de Honder aus Ingen bei Utrecht in der Klasse der Kreuzungstiere gezeigt wurden. Dieser hatte zwei dieser Tiere, einen Rammler und eine Häsin in einem Wurf grauweißer Landkaninchen gefunden. De Honder fielen besonders die schokoladenbraune Farbe und die rot durchleuchtenden Augen auf, wonach er die Tiere auch benannte. Beide Tiere hatten, den vorliegenden Beschreibungen nach, noch weiße Abzeichen. Die Züchter W. Jan van der Horst und Joh(ann?) Haisert aus Utrecht kauften die Tiere und beabsichtigten, die braune Farbe rein zu züchten. Da die Häsin nicht tragend wurde, wurde der Rammler mit Häsinnen von eisengrauen Riesenkaninchen, schwarzen Lohkaninchen und Blauen van Beveren (nach anderen Angaben Blaue Wiener, allerdings scheint das unwahrscheinlich, da diese Rasse zur selben Zeit erst entwickelt wurde) gepaart. Die besten Ergebnisse brachten die Verpaarungen mit den blauen Kaninchen und den Lohkaninchen. Die Züchter nannten die Rasse aufgrund der braunen Fellfarbe „Biberkaninchen“.
Es begann eine Spekulation um die Rasse, die zum Beispiel dazu führte, dass Pit Schelling aus Yarteur 3 Rammler und 2 Häsinnen von van der Horst und Haisert kaufte, und 2 Paare sofort mit Gewinn nach Frankreich weiterverkaufte, worauf er keine weiteren Tiere bekam. Er paarte nun den verbliebenen Rammler mit Russenkaninchen, wodurch ein kleinerer und leichterer Schlag entstand. Auch in Frankreich wurden „Biberkaninchen“ mit Russen- und Silberkaninchen gekreuzt, wodurch ebenfalls ein leichterer Schlag entstand. In Frankreich erfolgte auch die Bezeichnung als Havanna (Havana francois), die von den holländischen Züchtern übernommen wurde.
Nach Deutschland gelangten sowohl Havannakaninchen des leichteren französischen als auch des schwereren niederländischen Schlages und wurden in den ersten Jahren parallel gezüchtet, im Laufe der Zeit setzte sich dann der leichtere Typ durch.
Es ist nicht sicher, ob Tiere vom Typ und der Farbe der Havannakaninchen nicht zeitgleich auch an anderen Stellen in den Niederlanden und Frankreich entstanden.

## Ähnliche Rassen
Der Farbschlag havannafarbig ist bei vielen Rassen als Farbenschlag anerkannt.
Das Marburger Feh entstand zufällig aus Havannakaninchen.